# Justus Brinckmann

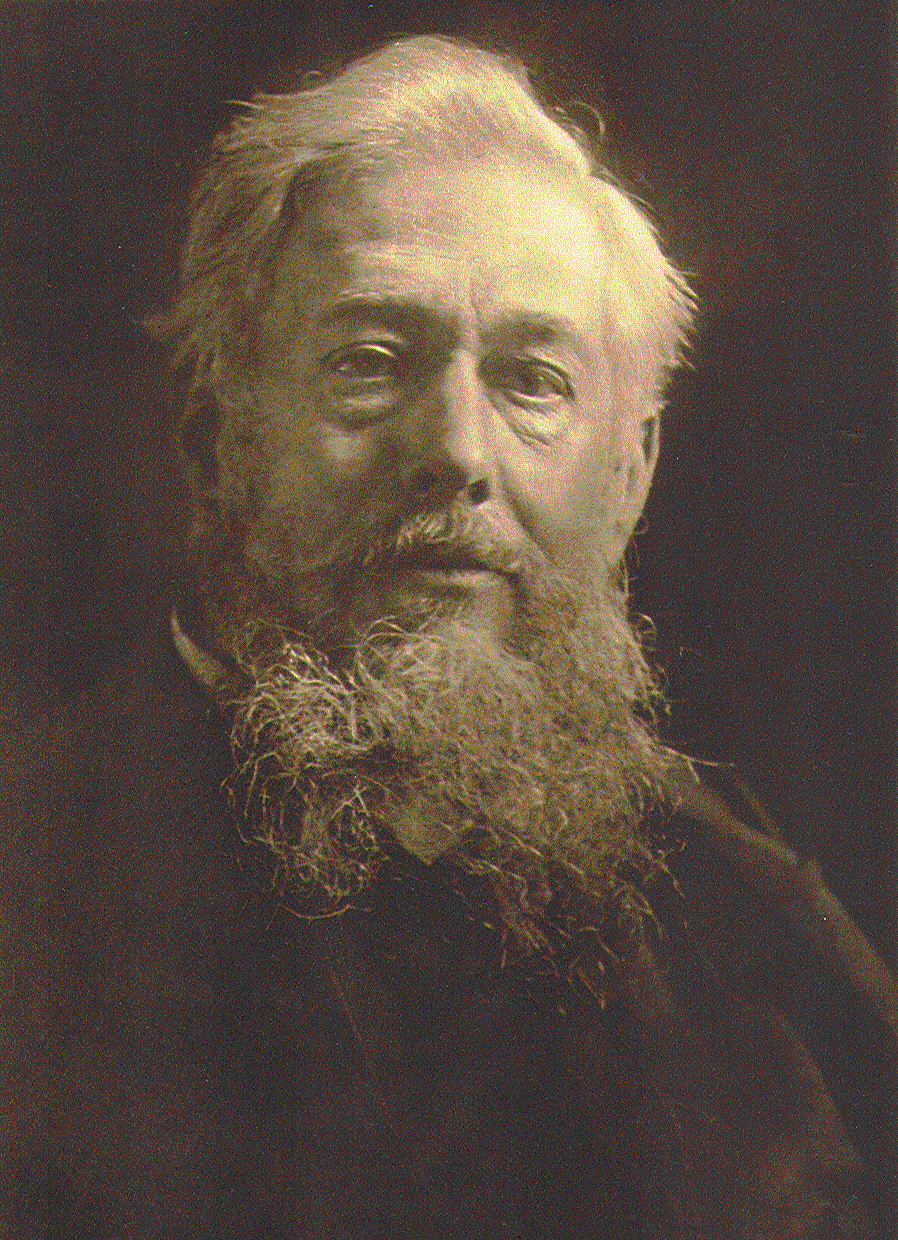
Justus Brinckmann, Fotografie von Rudolf Dührkoop um 1903

Justus Brinckmann (* 23. Mai 1843 in Hamburg; † 8. Februar 1915 in Hamburg-Bergedorf) war ein deutscher Kunsthistoriker, Spiritus rector des Museums für Kunst und Gewerbe Hamburg und 1874 bei dessen Gründung die maßgebliche Persönlichkeit.

## Leben
Brinckmann war der Sohn des Heidelberger Privatdozenten Karl Heinrich Ludwig Brinckmann und Mary Brinckmann, geb. Justus (1814–1865). Er war ein Urenkel von Johann Ludewig Engelhard Brinckmann. Er unternahm zunächst weite Reisen und studierte dann Naturwissenschaften, Staatsrecht und Nationalökonomie in Leipzig und Wien. Sein in dieser Zeit verstärktes Interesse für Kunstgeschichte wurde geprägt durch den Ansatz von Rudolf Eitelberger, dem ersten Direktor des Österreichischen Museums für Kunst und Industrie.
Nach Abschluss des Jurastudiums 1867 in Leipzig, wurde er am 10. Januar 1868 als Advokat in Hamburg immatrikuliert und blieb bis 1873 als solcher eingeschrieben.
Er war außerdem Mitarbeiter des Hamburgischen Correspondenten, ab 1868 als Kunstreferent, ab 1871 als Berichterstatter in Frankreich und dann als politischer Redakteur.
1872 erstellte Brinckmann einen Catalog der Sammlung Minutoli, der 1873 in der dritten vermehrten Ausgabe erschien. Als Sachverständiger für das Gewerbewesen war er Kommissar für die Weltausstellung 1873 in Wien und Juror für die Weltausstellungen (Exposition Universelle d’Anvers) 1885 in Antwerpen und 1900 in Paris. 1876 erwarb Brinkmann 32 Objekte aus den Sammlungen Minutoli für den Verein für Kunst und Wissenschaft in Hamburg und somit für das Hamburger Museum für Kunst und Gewerbe.
Die Verbundenheit Brinckmanns zum Handwerk zeigt sich darin, dass er vom 1. November 1873 bis zum 1. April 1877, der „Secretair“ der gerade gegründeten Gewerbekammer Hamburg war. Er verstand sich als „erster Diener“ der Gewerbekammer. In dieser Zeit waren der Schlossermeister
Eduard Schmidt und der Buchdrucker Gustav Isidor Herbst die Vorsitzenden der Gewerbekammer.

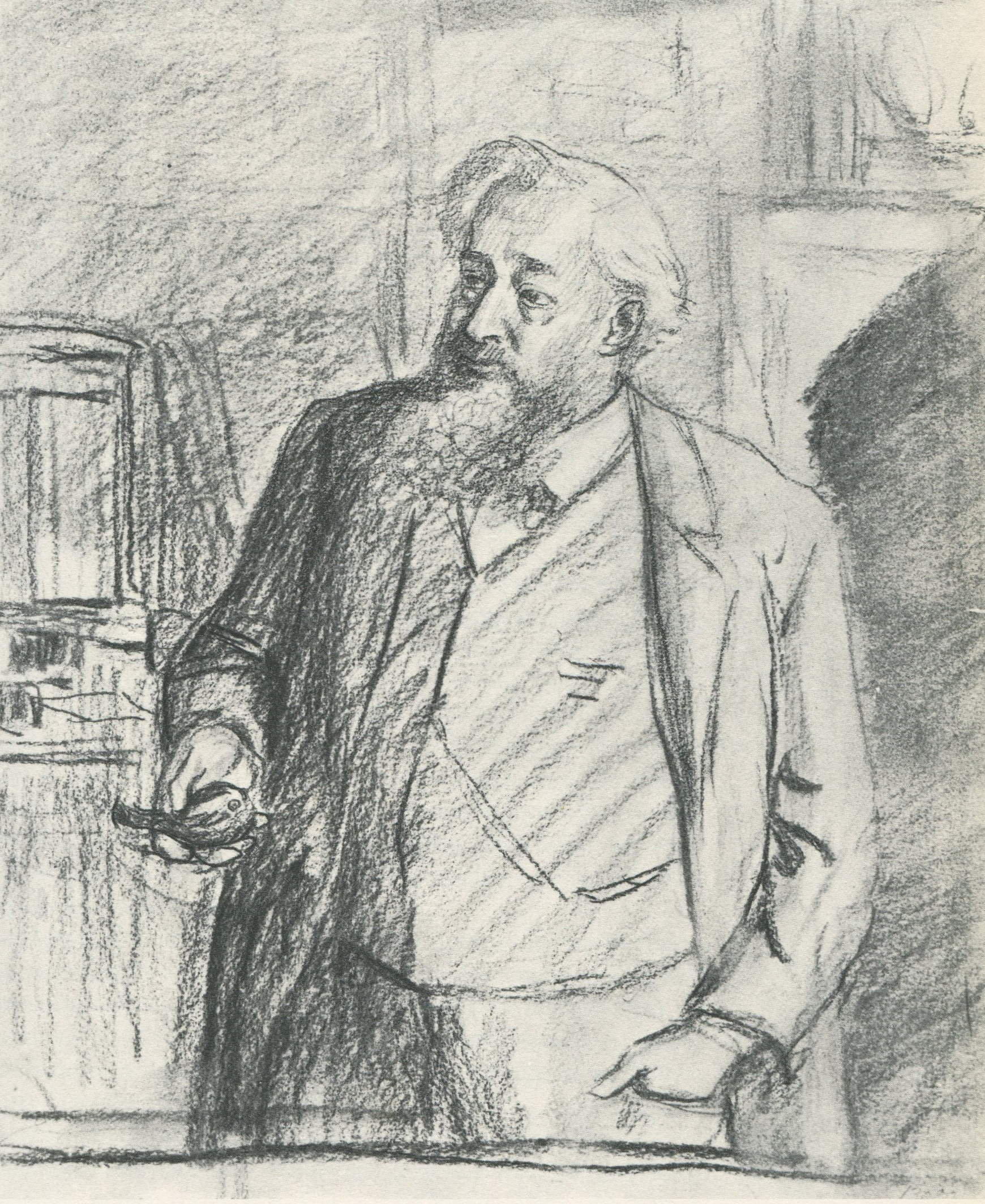
Justus Brinckmann – Zeichnung von Leopold von Kalckreuth

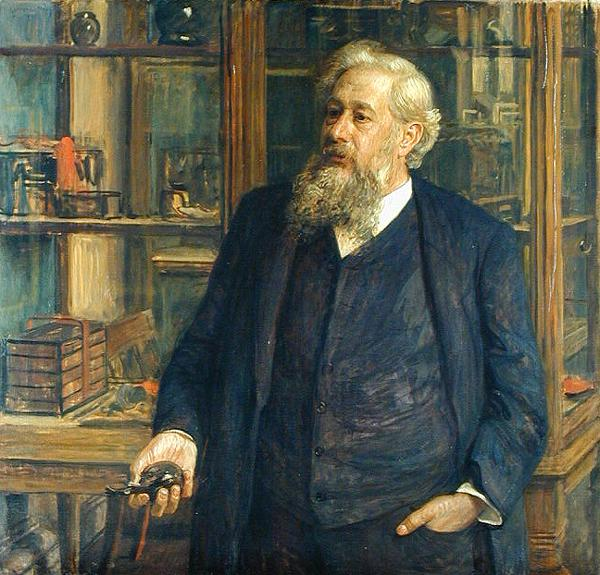
Leopold von Kalckreuth: Porträt von Justus Brinckmann, 1901, Hamburger Kunsthalle

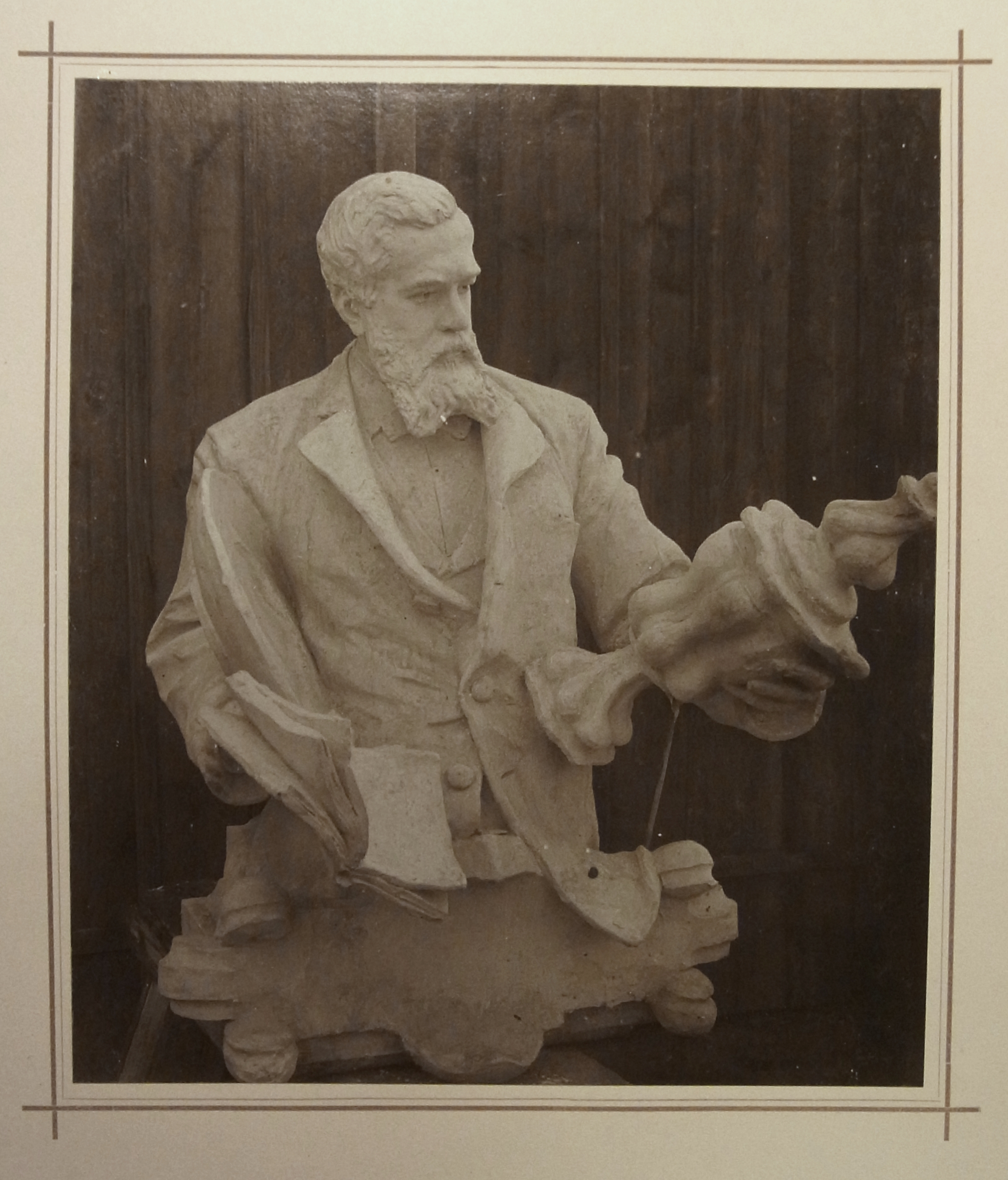
Justus Brinckmann – Gipsmodell von Aloys Denoth für das Hamburger Rathaus

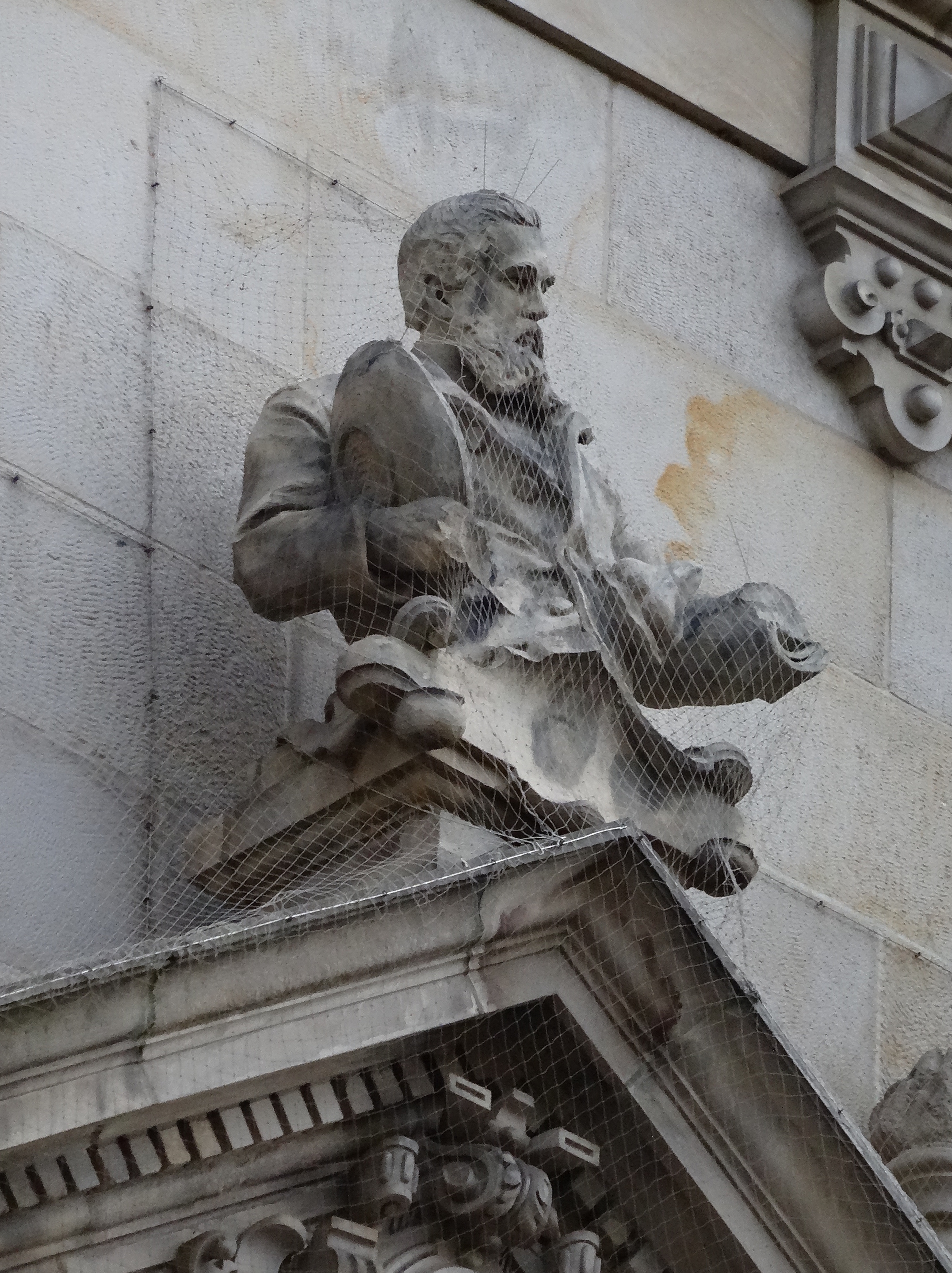
Justus Brinckmann – an der Rathaus-Fassade Alter Wall (Der Pokal ist aus der Fassade gebrochen)

Brinckmann war seit seiner Jugend leidenschaftlicher Sammler, eine von ihm angelegte Sammlung von Hautflüglern und zwei Sammlungen von Ornamentstichen waren schon in Museumsbesitz übergegangen. Nun zielte er auf den Aufbau eines Museums für Kunst und Gewerbe hin. Ab 1874 konnte ein mit Hilfe der Patriotischen Gesellschaft angelegter Sammlungsgrundstock in gemieteten Räumen ausgestellt werden.
Das Museumsgebäude wurde 1873 bis 1875 nach den Plänen von Carl Johann Christian Zimmermann erbaut. Dem Museum, das 1877 am Steintorplatz als Staatliches Technikum und Museum für Kunst und Gewerbe eröffnet wurde, stand er bis zu seinem Tod 1915 als Direktor vor. Brinckmann wollte den „Geschmack bilden“ und das künstlerische Niveau des Handwerks steigern. Nach dem Tod Brinckmanns wurde 1919 Max Sauerlandt neuer Direktor.

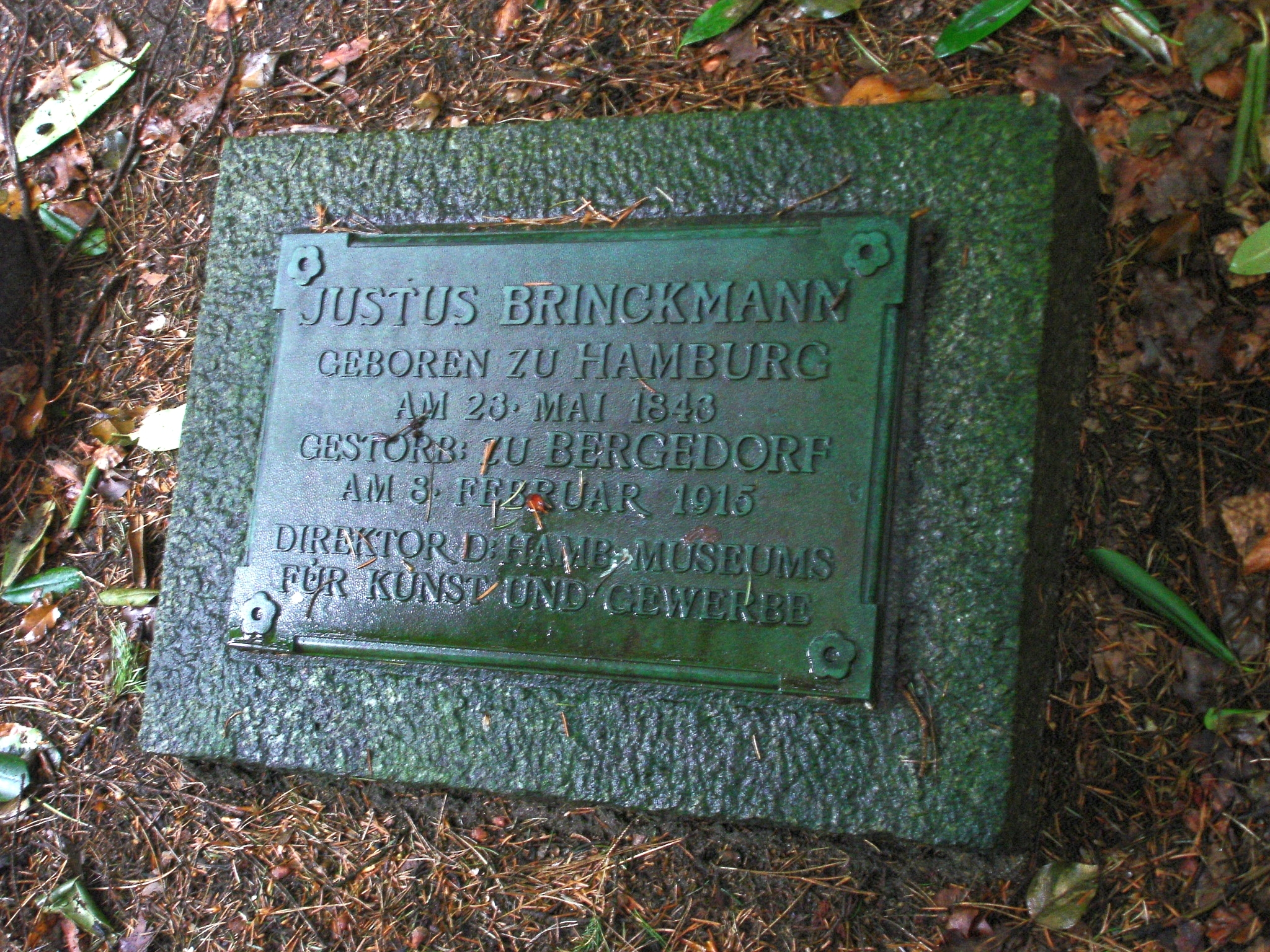
Der Kissenstein für Justus Brinckmann auf der Grabstätte der Familie Brinckmann auf dem Friedhof Ohlsdorf

1899 war er Preisrichter eines Preisausschreibens des Kölner Schokoladeproduzenten Ludwig Stollwerck um die Gestaltung eines Stollwerck-Sammelalbums für Stollwerck-Sammelbilder zusammen mit dem Buchbinder Georg Hulbe, dem Architekten Emil Meerwein und dem Maler Julius Christian Rehder (1861–1955) aus Hamburg sowie dem Architekten Bruno Schmitz aus Berlin.
1898 gründete er zusammen mit Heinrich Angst, dem damaligen Direktor des Schweizerischen Landesmuseums in Zürich, den Internationalen Verband von Museumsbeamten zur Abwehr von Fälschungen und unlauterem Geschäftsgebaren (kurz Museenverband), in dem sich zeitweise über 150 Museumswissenschaftler (u. a. Theodor Demmler, Max Sauerlandt, Wilhelm von Bode) zusammenschlossen, um sich gegenseitig über Fälschungen zu informieren und zweifelhafte Praktiken im Kunsthandel zu bekämpfen.
Justus Brinckmann stellte 1883 als zeichnerische Hilfskraft Wilhelm Weimar im Museum an. 1888 erhielt Weimar eine feste, für ihn neu geschaffene Stelle als „wissenschaftlicher Assistent II. Klasse“ und erster und bis 1894 einziger Mitarbeiter Brinckmanns. Im Museum katalogisierte Weimar die vorhandenen Kunsthandwerke. Außerdem schuf er selbst kunstgewerbliche Gegenstände, kalligrafische Diplome, Urkunden und Schriften. Die Schriftgießerei Genzsch & Heyse druckte postum Weimars Alphabete Alte Schwabacher, Leibniz-Fraktur und die Hamburger Druckschrift. Diese erschienen 1917 in der Zeitschrift Die Heimat. Wilhelm Weimar starb im Juni 1917. Für Justus Brinckmann war es Weimars Verdienst, dass „das Museum zu einem gewissen Ansehen unter seinesgleichen“ gekommen sei, so schrieb er an die Oberschulbehörde.
Ein weiterer Zeichner, der für Brinckmann bzw. das Kunstgewerbemuseum zeichnete und malte war Hermann Haase. Ab 1883 zeichnete Haase gegen Honorar für die Dokumentation der Sammlung des Museums für Kunst und Gewerbe. Haase und der Maler und Publizist Oskar Schwindrazheim (1865–1952) nahmen gemeinsam an seinerzeit geführten Gesprächen teil, das Kunstgewerbe in Hamburg zu reformieren. 1896 erhielt Haase von Brinckmann einen Auftrag, der sein weiteres künstlerisches Schaffen prägte: Brinckmann interessierte sich sehr für künstlerische Darstellung ländlicher Handwerker, insbesondere in den Vierlanden. Daher bat er Haase, in den Vierlanden vor den Toren Hamburgs Aquarelle und Zeichnungen zu erstellen. Erste Werke waren 1898 im Museum für Kunst und Gewerbe zu sehen. Bis 1905 hatte Haase 700 Aquarelle geschaffen, die kommentiert in Hamburg und auch in anderen Städten wie Flensburg ausgestellt wurden. Das Museum für Kunst und Gewerbe erstellte eine Sammlung, die Zweitfassungen der Tafeln enthielt. Die Gemälde mit Häusern der Vierlande und deren Inneneinrichtungen übernahm das ausgelagerte Hamburger Denkmalarchiv unter der Leitung von Richard Stettiner. Seit 1921 befindet sich die Sammlung im Museum für Hamburgische Geschichte, das die Bilder bis heute aufbewahrt. Das Museum für Kunst und Gewerbe behielt die Werke zu Kleidung, Geräten und Arbeitsweisen. Möglicherweise wählte Justus Brinckmann deshalb als Wohnort gemeinsam mit seiner 3. Ehefrau den südöstlichen Teil Hamburgs, Bergedorf mit den Vierlanden. Von dort gab es einen direkten Bahnanschluss zum Hamburger Hauptbahnhof, also direkt zum MKG.

## Privates
Justus Brinckmann war seit dem 17. März 1868 mit Ida Laura Anna Marie von Froschauer (1841–1872) verheiratet, einer Tochter von Sebastian von Froschauer, mit der er drei Kinder hatte, darunter die Textilkünstlerin und Hochschullehrerin Maria Brinckmann (1869–1936) und der spätere Rechtsanwalt und Abgeordnete Wolfgang Brinckmann (1871–1930). Nach deren Tod heiratete er 1874 ihre Schwester Maria Pia Adele von Froschauer (1848–1899). Aus dieser Ehe stammen fünf Kinder, darunter Albert Gideon Brinckmann (1877–1924), von 1912 bis 1920 Direktor des Kestner-Museums in Hannover und Carlotta Brinckmann (1876–1965), Weberin und Textilrestauratorin. Seit 1887 war die dänische Künstlerin Henriette Hahn Zeichenlehrerin an der von Brinckmann geleiteten Gewerbeschule für Mädchen. 1893 brachte sie in Paris eine Tochter Brinckmanns zur Welt. Nach dem Tod seiner zweiten Frau heiratete Brinckmann 1901 in dritter Ehe Henriette Hahn, mit der er weitere vier Kinder hatte, darunter die Malerin und Restauratorin Gertrud (Trulle) Brinckmann (1902–1993), die 1926 den Maler und Bildhauer Martin Irwahn heiratete. Die Berufstätigkeit als Künstlerin verbot er seiner Frau, erst nach Brinckmanns Tod konnte sie ihre Arbeit fortsetzten.
Brinckmann lebte lange in einer Wohnung in der Großen Allee 39 (seit 1971 Adenauerallee) nahe seinem Museum am Steintorplatz. Seit 1901 wohnte er in Bergedorf, zunächst in der Brauerstraße 2 (seit 1949 Chrysanderstraße), seit 1909 bis zu seinem Tod 1915 am Reinbeker Weg 56.

## Die Trauerfeier für Justus Brinckmann am 12. Februar 1915
Die Trauerfeier für Justus Brinckmann, der am 8. Februar 1915 gestorben war, fand vier Tage später im Hamburgischen Museum für Kunst und Gewerbe statt.
Über seinem Sarg befand sich die Madonna von Andrea della Robbia.
Die „Reden am Sarge“ sprachen
1. Hauptpastor Hunzinger
2. Bürgermeister von Melle
3. Gustav Pauli, Direktor der Hamburger Kunsthalle
4. Richard Meyer, Direktor der Staatlichen Kunstgewerbeschule Hamburg
5. Karl Purgold, Direktor des Herzoglichen Museums Gotha
6. Richard Stettiner

Die Rede von G. Pauli:
Wenn wir ernst bewegt zum letzten Male den Herrn und Meister dieser Sammlungen inmitten seiner Schöpfung begrüßen, so sind es zwei Empfindungen, die uns erfüllen. In unsere Trauer um einen unersetzlichen Verlust mischt sich ein Gefühl der Dankbarkeit für die Vorsehung, die es Brinckmann vergönnt hat, über ein Menschenalter hinaus an dieser Stelle zu wirken. Nur selten ist die segensreiche Lebensarbeit eines bedeutenden Mannes so sichtbar und handgreiflich vor uns ausgebreitet wie hier, wo jeder Saal mit stummer Beredsamkeit von seinen hohen Eigenschaften Zeugnis ablegt, von seiner Energie, von seiner Wissenschaft, von seinem Scharfblick, von seiner Liebe. So ist denn dies Museum allmählich zu einem Spiegelbild seiner Persönlichkeit herangewachsen, das seinen Charakter durch die Akzente erhalten hat, die er, seiner Überzeugung folgend, in dem weiten Sammlungsbereiche verteilt hat. Jeder Einzelne unter uns war Brinckmann zu Dank verpflichtet, der Fachgenosse für klugen Rat und Belehrung, der Sammler für Ermunterung und darüber hinaus ein jeder für die ernste Mahnung eines menschlichen Vorbildes höchster Pflichterfüllung. Denn das ist das Ethos in Brinckmann Auffassung von seinem Berufe, dass er freiwillig, ja mit leidenschaftlicher Liebe das tat – und zehnmal mehr als das –, was sein Amt von ihm verlangte. So hatte er für die Verlockungen der Bequemlichkeit und für die Beschwerden seiner Krankheit als für Hemmnisse in seinem Berufe nur Verachtung übrig; auch er hätte von sich sagen können: „Trachte ich denn nach dem Glücke? – Ich trachte nach meinem Werke.“ Wenn die Natur eine Persönlichkeit wie diese werden lässt, so schafft sie ein Kunstwerk, das vereinzelt und unwiederbringlich über die vielfachen Wiederholungen anderer Individuen hinausragt. Eine solche Persönlichkeit umschließt ihre eigene Geisteswelt, gehorcht ihrer eigenen Gesetzmäßigkeit und wie sie anders, unmittelbarer, urteilt als die anderen, so will sie auch anders beurteilt sein. Unter den vielfachen Segnungen ihres Werkes ist nicht die geringste die, dass sie andere Persönlichkeiten als verwandte Werte an sich zieht. Darum war es kein Spiel des Zufalles, sondern ein gesetzmäßiges Geschehen, dass Brinckmanns Rat die Aufmerksamkeit der Behörden auf Lichtwark gelenkt hat.
Diese beiden Männer, die sich so merkwürdig ergänzten, nebeneinander lange Zeit zu besitzen, ist für Hamburg größtes Glück gewesen. Während Lichtwark, in seiner Kunsthalle verankert, auf den verschiedenen Gebieten der modernen Kultur über ganz Deutschland hin Anregungen verbreitete, hat Brinckmann durch die intensive fruchtbar kritische Bearbeitung seines Sammlungsgebietes in einem ebenso weiten Bereiche aufklärend und Leben weckend gewirkt. Darin waren sich beide gleich, dass ihre Lebensarbeit in der Verherrlichung ihrer Heimat gipfelte, der sie mit vielen Zinsen heimgezahlt haben, was sie ihr schuldeten. Und wie Lichtwark, so hinterlässt auch Brinckmann als Summe seines Lebens uns weiter wirkenden Männern die in dieser Zeit doppelt gültige Mahnung: Wenn ihr herrschen wollt, so dienet eurem Ziel, wenn ihr gewinnen wollt, so opfert euch selbst. Dann werdet ihr erst wahrhaft leben – in eurem Werke.
Die Rede von Richard Stettiner:
Für Justus Brinckmann hat Alfred Lichtwark ein Denkmal errichtet. So wie Lichtwark mit kräftigen Pinselstrichen die Gestalt gebildet hat, wird sie in der Geschichte des Geistes- und Kunstlebens Hamburgs, in der Geschichte deutscher Kultur fortleben, immer kräftiger in ihren Umrissen hervortretendes, je größer der zeitliche Abstand wird, je deutlicher es wird, was Brinckmann zu verdanken ist! Das ist der Justus Brinckmann der Geschichte!
Ein anderer Brinckmann noch ist es, dem ich jetzt die Abschiedsworte sprechen will. Ihm ist heute noch ein Denkmal errichtet im Herzen vieler; von Jahrzehnt zu Jahrzehnt wird aber ihre Zahl kleiner werden, und die Geschichte wird von diesem Brinckmann wenig berichten! Ich spreche im Namen der Schüler – ich will sagen der Jünger Brinckmanns. Aus einem reichen Wissen, aus einer unermesslichen Erfahrung hat er, ohne zu kargen, all denen um Ihnen mitgeteilt, und selbst für die, die lange Jahre seine Mitarbeiter waren, sprangen im Verkehr mit ihm immer von neuen ungeahnten Quellen des Wissens auf. – Aber nicht, was er bot, wie er es bot, war die Hauptsache! Er forderte die ganze Seele für die Sache, und wo er diese Forderung erfüllt fand, da gab er nicht nur sein Wissen, sondern auch seine Seele hin. Eine Seele von unendlicher Güte, von einer in ihrer Art kindlichen Reinheit. Diese Güte, diese Hingabe ist der Grundzug des Brinckmanns, von dem ich jetzt rede, den wir verehren, den wir lieben. Wäre diese Güte nicht von einem überragenden Verstand, von einem erzfesten Zielbewusstsein kontrolliert worden, sie hätte ihn schutzlos jedem Missbrauch ausgesetzt! Ohne zu rechnen, gab sich diese Güte aus, an alle jene, die er geistig den Seinen zuzählte, und weit, weit über diesen Kreis hinaus. Ein Strom der Begeisterung ging von ihm aus, einer Begeisterung von nicht großen Worten, von umso tieferem Wesen und Werte. Die einen beugten sich schnell und freudig diesem Zauber der Güte, der Begeisterung, die anderen, von kühlerem Wesen, suchten sich ihm zunächst zu entziehen. Aber am Ende war es eine Gemeinde, die mit ihrem Herzen an ihm hing. Und so kam es, dass dieser Meister keine Schüler, dass er Jünger hatte! Das große ist, dass dieser Mann von unbezwingbarer Willenskraft, die scheinbar jeder selbstständigen Regung um ihn gefährlich zu werden drohte, dann doch wieder zur Selbstständigkeit erzog. Viele sind von hier ausgegangen, um im neuen Kreise aufzubauen. Und die erhöhte Seelenkraft von allem, und nicht etwa das erworbene Wissen hat sie zu diesem Wirken befähigt: sie alle haben es bewiesen – und fast jeder in einer abweichenden Gestalt.
Und weiter spreche ich im Namen der Mitarbeiter, aller, die hier, jeden nach seiner Begabung und Kraft, Justus Brinckmann zu seinem Lebenswerk als Helfer herangezogen hat. Mancher von ihnen hat länger als ein Lebensalter mitgeholfen. Und auch hier wieder keiner, aus dem Justus Brinckmann nicht das Beste hervorzulocken wusste, in dem er nicht das Gefühl des Wertes seiner Mitarbeit zu erwecken, dass Lebens- und Schaffensgefühl nicht zu erhöhen wusste.
Und wenn nunmehr zum letzten Male Brinckmann das Haus verlassen wird, dass ein stolzes Lebenswerk beherbergt, – so wissen wir doch, dass er bei uns bleibt. Auf jeden von uns ist ein Teil seiner Seele übergegangen. Und nicht nur im Werke selbst, auch in den Hütern des Werkes muss er fortleben – von Generation zu Generation!

## Ehrungen
Der Freundeskreis des Museums für Kunst und Gewerbe trägt seinen Namen: Justus-Brinckmann-Gesellschaft. In Bergedorf, wo Brinckmann die letzten Jahre seines Lebens verbrachte, trägt die Justus-Brinckmann-Straße seinen Namen.

## Schriften (Auswahl)
- Abhandlungen über die Goldschmiedekunst und die Sculptur. Leipzig, Seemann, 1867 mdz-nbn-resolving.de
- Catalog der Sammlungen von Musterwerken der Industrie und Kunst des Instituts Minutoli zu Liegnitz. I., II., III. Theil, 1872, 1873.
- Kunst und Kunstgewerbe in Japan. 1883 (Vortrag am 18. November 1882 im „Verein für Kunst und Wissenschaft zu Hamburg“), Boysen, Hamburg 1883[12]
- Kunst und Handwerk in Japan. Wagner, Berlin 1889 (archive.org).
- Führer durch das Hamburger Museum für Kunst und Gewerbe. 2 Bände. Verlag des Museums für Kunst und Gewerbe 1894.
  - Band I: Hamburgische Ofen, Korbflechtarbeiten, Gewebe, Stickereien, Spitzen, Lederarbeiten, architektonische Ornamente, ostasiatische Metallarbeiten, europäische Edelschmiedearbeiten, Email, Keramik des Altertums, Deutsches Steinzeug, Fayencen.
  - Band II: Europäisches Porzellan u. Steingut, westasiatische Fayencen, chinesisches Porzellan, japanische Töpferarbeiten, Glas, Möbel, Bauschreinerarbeiten, Holzschnitzereien, Uhren, Elfenbeinarbeiten, Zinnarbeiten wissenschaftliche Instrumente u. a. (archive.org).
- Kenzan. Beiträge zur Geschichte der japanischen Töpferkunst. In: Jahrbuch der Hamburgischen Wissenschaftlichen Anstalten. 14. 1896, S. 23–83.
- Die Ankäufe auf der Weltausstellung Paris 1900. Hrsg. vom Hamburgischen Museum für Kunst und Gewerbe. Lütcke & Wulff, Hamburg 1901
- Hrsg.: Berichte des Museums für Kunst und Gewerbe, 1883–1910. In: Jahrbuch der Hamburgischen Wissenschaftlichen Anstalten